# کلیسای سنت مری، بلاکسهام
کلیسای سنت مری، بلاکسهام (انگلیسی: St Mary's Church, Bloxham) در لیست بنای فهرست‌شده کلیسای انگلستان قرار دارد. این کلیسا در قرن ۱۴ در بلاکسهام، آکسفوردشر بنا شده‌است و در قرن ۱۵ با معماری گوتیک انگلیسی بازسازی شده‌است.